# Lupicin de Sains
Lupicin de Sains est un prêtre catholique qui vécut au VIe siècle. Il est réputé bienheureux, institué par l'évêque Geoffroy d'Amiens.

## Biographie
Nous ne connaissons de ce personnage que ce que nous en livre l'hagiographie.
Selon Jacques Malbrancq, dans son Histoire des Morins, en 555, Lupicin, curé de Sama (aujourd'hui Sains-en-Amiénois) fut averti en songe par un ange qu'il devait se rendre dans un bois où il trouverait les corps de trois martyrs du IIIe siècle, Fuscien, Gentien et Victoric. Obéissant à la voix céleste, Lupicin arrivé sur les lieux, creusa la terre et découvrit les dépouilles.
Lupicin entonna alors des cantiques qui miraculeusement parvinrent aux oreilles de l'évêque Honoré qui célébrait la messe à Amiens. Informé de cette découverte miraculeuse, le roi Childebert voulut faire ramener les reliques à Paris, mais les chevaux attelés au chariot sur lequel elles étaient posées, refusèrent d'avancer. On décida alors que les trois corps serait inhumés à Sains.
Le 28 juillet 1113, l'évêque d'Amiens Geoffroy, béatifia Lupicin et déposa son corps dans une châsse.

## Iconographie
- Cathédrale Notre-Dame d'Amiens, portail de la Vierge dorée : 
  - haut-relief montrant Lupicin creusant le sol et découvrant les tombes
  - statue de Lupicin tenant un calice, à droite de la Vierge dorée
- Église des Saints-Fuscien-Victoric-et-Gentien-de-Sains-en-Amiénois :
  - statue de Lupicin avec un loup à ses pieds, en bois polychrome du XIXe siècle, inscrite monument historique, au titre d'objet[3].
  - tableau représentant Lupicin en tenue de prêtre.

### Articles liés
- Sains-en-Amiénois
- Victoric d'Amiens
- Fuscien
- Gentien
- Liste des saints picards